# Giuseppe Patroni Griffi
Giuseppe Patroni Griffi (Nápoles, Italia, 27 de febrero de 1921 - Roma, 15 de diciembre de 2005) fue un dramaturgo, escritor, y director de teatro y de cine. De familia aristocrática napolitana, Patroni Griffi está considerado como uno de los más importantes representantes del teatro y el cine italiano de posguerra. Dirigió, entre otros, a Charlotte Rampling, Elizabeth Taylor, Marcello Mastroianni, Laura Antonelli, Florinda Bolkan, Terence Stamp, Fabio Testi, Pupella Maggio y Lilla Brignone. Director artístico del teatro Eliseo de Roma (2002-2005), a su memoria se ha dedicado el teatro.
Patroni Griffi también participó en numerosas producciones de ópera para la televisión, incluyendo La Traviata de Verdi. Sus numerosas producciones teatrales incluyen obras de Pirandello, Eduardo De Filippo, Jean Cocteau y Tennessee Williams.
Como escritor, publicó una primera colección de cuentos en 1955, Ragazzo di Trastevere. Más tarde, contribuyó de manera significativa al cuerpo de la literatura italiana "Scende giù per Toledo" y "La morte della bellezza", ambos establecidos en Nápoles.

## Selección de filmografía
Como director, es más conocido por: 
- Il mare (1962)
- Metti, una sera a cena (1969), con Florinda Bolkan
- Addio, fratello crudele (1971), con Charlotte Rampling, Fabio Testi

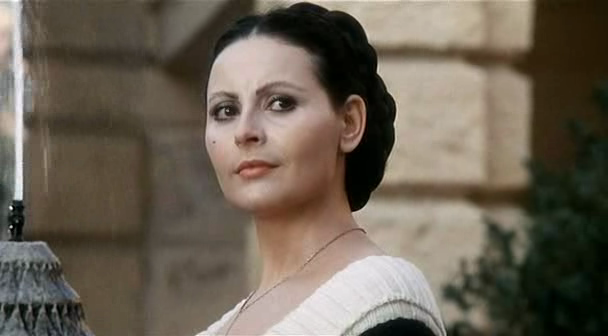
Angela Luce en un fotograma de Addio, fratello crudele.

- Identikit (1974) con Elizabeth Taylor
- Divine creature (1975) con Laura Antonelli, Marcello Mastroianni, Terence Stamp
- La gabbia - La jaula  (1985)
- La Romana (1988)
- Tosca (1992)
- La traviata (2000)